# Неро (Devil May Cry)
Неро (яп. ネロ) — персонаж игровой серии Devil May Cry, разработанной и изданной японской компанией Capcom. Он был придуман сценаристом игры Devil May Cry 4 (2008) Бинго Морихаси, в то время как дизайнер Тацуя Ёсикава разработал дизайн персонажа; по задумке Ёсикавы, Неро должен был отличаться от основного протагониста серии, Данте. Руководитель разработки игры Хидэаки Ицуно хотел, чтобы Неро выделялся на фоне более зрелых персонажей истории, и, по мере развития сюжета, приобретал новые силы. На английском языке героя озвучил Джонни Йонг Бош, а на японском — Кайто Исикава. Кроме того, Бош не только озвучил Неро, но и сыграл его в кат-сценах с помощью технологии захвата движения.
Неро является племянником Данте и сыном его брата-близнеца, Вергилия. Он дебютировал в Devil May Cry 4 в качестве главного героя, рыцаря «Ордена Меча», обладающего демонической рукой, оружием, используемым для истребления других демонов, которое он унаследовал от своего деда — легендарного тёмного рыцаря Спарды. Неро вернулся в Devil May Cry 5 (2019), где вновь стал основным протагонистом; там он противостоял новой угрозе в лице короля демонов Уризена. Также персонаж фигурировал в литературе по мотивам франшизы.
Персонаж понравился как фанатам серии, так и игровым журналистам; критики отметили, что хотя пользователям будет не хватать игры за Данте, личность и способности Неро делают его привлекательным протагонистом. Рецензенты также высоко оценили редизайн Неро и игровой процесс за него в Devil May Cry 5.

## Создание
Сотрудники Capcom понимали, что оригинальный протагонист Devil May Cry Данте становится всё сильнее с каждой игрой, поэтому решили создать нового героя в лице Неро, который мог бы развиваться в следующих играх серии. По мере развития сюжета он усиливает свою демоническую руку, известную как «Длань дьявола», и, в конечном итоге, достигает уровня Данте. При помощи Неро разработчики также планировали расширить целевую аудиторию франшизы. Изначально «Длань дьявола» задумывалась как ещё одна способность Данте, однако Capcom пришли к выводу, что обладающий демонической рукой персонаж, который не может превращаться в демона, станет хорошим дополнением к серии. Во время разработки Capcom не разглашала черты образа Неро, за исключением того факта, что он любил Кирие. При написании истории Неро сценарист Devil May Cry 4 Бинго Морихаси вдохновлялся мангой Amagasaki City от Рамо Накадзимы: «Я люблю тебя, поэтому я защищаю город, который любишь ты». Так как центральной темой серии Devil May Cry является любовь, Devil May Cry 4 была посвящена любви Неро к Кирие. Capcom понравился упрощённый сюжет Бинго, часто встречающийся в голливудских фильмах о девушке, попавшей в беду.
Опасаясь негативных отзывов со стороны игроков, подобных тем, что последовали из-за замены главного героя серии Metal Gear Солида Снейка на новичка Райдена в игре Metal Gear Solid 2: Sons of Liberty (2001) от Konami, продюсер Хироюки Кобаяси заявил, что Capcom планирует сделать игровой процесс за Неро более интересным, чем за Данте и его команду, так как персонаж будет постепенно становиться сильнее. Кобаяси описал Неро как «бурного, незрелого и необузданного бунтовщика».
Изначально Capcom планировала назвать персонажа в честь французского скульптора Огюста Родена, увековечевшего «Врата ада» из «Ада» Данте Алигьери; по сюжету Devil May Cry 4, через них демоны проникли в мир людей. Тем не менее, разработчики решили выбрать более лаконичное имя, похожее на «Данте» и «Вергилий». Бинго убедил коллег использовать имя римского императора; по словам сценариста, созвучность имени Неро и альтер-эго Вергилия «Нело Анджело» было совпадением. Неро назвал большинство своих приёмов терминами из казино, что, по мнению Морихаси, даёт представление о личности персонажа.
Во время игрового процесса за Неро в Devil May Cry 5 разработчики хотели подчеркнуть, что тот испытывает гнев из-за пренебрежительного отношения Данте. Кульминация игры, в ходе которой Неро пробуждает свою демоническую силу и останавливает противостояние Данте и Вергилия, должна была придать истории глубину. Открытие новых способностей Неро ближе к концу игры призвано повысить значимость их появления и подчеркнуть силу, необходимую Неро для сражения с Вергилием, так как в начале игры герой не смог победить альтер-эго антагониста, Уризена. По словам Ицуно, в то время как Данте и Ви получили новые способности в середине игры, что, по его мнению, является обычной практикой в играх, он хотел, чтобы Неро стал сильнее лишь к финальной битве. Ицуно выстраивал отношения между Неро, Данте и Вергилием на основе меха-аниме, которые смотрел в детстве. Вергилию отошла роль пропавшего без вести отца главного героя, который внезапно появляется в сюжете вместе с гигантским роботом, чтобы убить других членов семьи — Неро и Данте.

### Дизайн
Дизайн Неро разработал Тацуя Ёсикава, ветеран серии Devil May Cry. Дизайнер остался доволен итоговым результатом, который, по его мнению, соответствовал стилистике франшизы. Во время разработки Devil May Cry 4 дизайн Неро неоднократно менялся; в то время как на ранних этапах персонаж больше напоминал Вергилия, в дальнейшем он стал сильнее походить на Данте. Capcom хотела сбалансировать образы обоих протагонистов игры: если Неро воспринимался как более слабый из них из-за юного возраста, то Данте ощущался как опытный воин, поэтому фанаты отдавали предпочтение ему. Capcom запланировала новую игру серии, в которой Неро и Данте должны были вновь объединить усилия, но, прежде чем анонсировать её, компания ждала реакцию игроков и прессы на Devil May Cry 4.
Ёсикава придумал для Неро его персональную «Дьявольскую форму» (魔人化), ещё одну трансформацию в серии. В отличие от трансформации Данте, при которой тот становится похож на дьявола, «Дьявольская форма» Неро порождает существо за его спиной. Изначально Неро должен был полностью превратиться в демона, как и в случае с Данте, с покрывающим голову капюшоном, который закрывал один глаз.
Разработчики Devil May Cry 5 изменили дизайн Неро, чтобы тот лучше контрастировал со старым дизайном Данте. Так как имя Неро в переводе с итальянского означает «чёрный», он начал носить одежду соответствующего цвета. События игры разворачиваются спустя пять лет с момента окончания Devil May Cry 4, так как, по задумке Capcom, к тому времени Неро должен был достичь физического и духовного пика в своём развитии. В Devil May Cry 5 используется фотореалистичная графика, поэтому лицо Неро было оцифровано с лица актёра Карло Бейкера. Поклонники серии долгое время гадали, является ли Неро отпрыском Данте или Вергилия, поскольку в Devil May Cry 4, Неро называют потомком отца Данте и Вергилия Спарды; ко всему прочему, «Дьявольская форма» была схожа с аналогичной силой Вергилия. В июне 2018 года Capcom подтвердила, что Неро — сын Вергилия. Разработчики заменила «Длань дьявола» Неро на различные модифицированные протезы «Бичи дьявола». Владельцы делюкс-издания Devil May Cry 5 получили четыре вида «Бича дьявола» для Неро, включая «Мега Бастер», создававшегося в стилистике Mega Man 11 (2018).

### Озвучивание
Джонни Йонг Бош, который ранее подарил свой голос Ичиго Куросаки из «Блича» (2004) и Вэшу Урагану из «Тригана», озвучил Неро в серии Devil May Cry; актёр назвал его своим любимым персонажем из тех, над которыми ему приходилось работать. Он отправился в Японию, чтобы сыграть персонажа с помощью технологии захвата движения. До этого момент Бош уже был знаком с серией, так как играл в первую часть. Актёру нравился Данте, однако он хотел, чтобы Неро отличался от него по характеру, несмотря на внешнее сходство. По словам актёра, Неро дорог ему как персонаж, так как он основательно подошёл к этой роли. Актёру приходилось несколько раз переозвучивать персонажа. Несмотря на то, что Devil May Cry 5 является прямым продолжением Devil May Cry 4, Бош трижды проходил прослушивание на роль Неро, так как с момент выхода сиквела прошло много времени. По словам актёра, в Devil May Cry 4 было ясно показано, что Неро является сыном Вергилия; Бош с нетерпением ждал развития этой сюжетной линии в пятой части серии.
В японской версии Devil May Cry 4: Special Edition (2015) Неро озвучил Кайто Исикава. Хотя Исикава пытался повторить манеру речи Боша при дублировании персонажа, чтобы понять личность Неро, он столкнулся с трудностью перевода, так как не знал английского языка. До Special Edition Исикава не работал над игровой серией. Исикава познакомился с сэйю Данте Тосиюки Морикавой, который помог ему понять суть игрового мира. Так как игра была переведена на японский язык Исикава начал лучше понимать её сюжет и персонажей.
Сэйю описал Неро как «непослушного юношу». Взаимодействие Неро с его противниками значительно отличается от того, как это делает Данте; Исикава считал, что Неро идёт по своему собственному пути, а не следует за Данте. Ему понравилась динамика между этими двумя персонажами, в частности он высоко оценил работу Морикавы.

## Появления
В начале Devil May Cry 4 Неро посещает мессу Ордена Меча, которую прерывает охотник на демонов Данте, когда убивает лидера организации Санктуса. Для противостояния с Данте Неро приходится воспользоваться своей демонической рукой, известной как «Длань дьявола». Затем он получает от вышестоящего рыцаря, а по совместительству брата Кирие, Кредо, приказ захватить Данте. Вскоре Неро узнаёт, что за появлением демонов на острове Фортуна стоит Санктус, который был воскрешён в форме демона учёным Ордена Агнусом. Санктус берёт Кирие в заложницы, чтобы с её помощью выманить Неро, являющегося потомком могущественного демона Спарды, и использовать его для своих замыслов вместо Данте, который был его изначальной целью. В конечном итоге Данте срывает планы Санктуса, освободив Неро, благодаря чему тот спасает Кирие и уничтожает Санктуса и абсолютное оружие Ордена, Спасителя. Неро расстаётся с Данте в хороших отношениях, и тот разрешает молодому человеку оставить при себе меч Ямато, ранее принадлежавший его брату Вергилию.
В романе Devil May Cry 4 от Бинго Морихаси была расширена предыстория Неро. В детстве другие дети издевались над ним и называли его мать проституткой. Он вырос в семье Кирие и Кредо, после чего присоединился к Ордену Меча и начал в одиночку охотиться на демонов. Годы спустя Данте сказал Неро, что тот напоминает ему его брата Вергилия, хотя он не может понять, почему.
В Devil May Cry 5 Неро основал передвижной филиал агентства Данте, Devil May Cry, чтобы обеспечивать их молодую семью с Кирие; в охоте на демонов ему помогает дочь Агнуса Нико. Однажды его застаёт врасплох таинственная фигура, которая отрывает демоническую руку Неро, чтобы добыть Ямато. Нико создаёт для Неро специальный протез руки под названием «Бич дьявола», чтобы компенсировать отнятое у него оружие. Вместе с Нико Неро выходит на след злоумышленника в городе Ред Грейв, где воссоединяется с Данте и знакомится с таинственным Ви. В дальнейшем выясняется, что Ви и король демонов Уризен — это два воплощения — человеческое и демоническое — сущности Вергилия, родного отца Неро, который и лишил его руки, чтобы забрать своё оружие. Когда Уризен и Ви соединились в единое целое, восстанавливая Вергилия в единое целое, братья решают раз и навсегда покончить с их конфликтом, убив друг друга. Неро решает положить конец противостоянию своих родственников и пересиливает своего отца, ослабленного сражением с Данте, с помощью пробудившейся демонической формы, после этого Неро убедил братьев предпринять хоть что-то, прежде чем преисподняя поглотит мир людей. Братья вверяют Неро безопасность мира людей, а сами отправляются в преисподнюю, чтобы уничтожить источник силы демонов под название Клипот и устранить хаос, вызванный Уризеном. В романе Devil May Cry 5 Before the Nightmare исследуется жизнь персонажа между четвёртой и пятой частями серии.
Неро должен был появиться в файтинге Tatsunoko vs. Capcom: Ultimate All-Stars (2008), однако разработчики не смогли включить его в игру из-за нехватки времени. Дэдпул упоминает его в Marvel vs. Capcom 3: Fate of Two Worlds (2011) в разговоре с Данте. В Ultimate Marvel vs. Capcom 3 (2011) одежда Вергилия напоминает костюм Неро из Devil May Cry 4. В Street Fighter V (2016) Неро является альтернативным скином Эда. В октябре 2019 года Неро стал игровым персонажем Teppen (2019) в рамках DLC «The Devils Awaken».

## Восприятие
Неро получил преимущественно положительные отзывы от игровых журналистов. С момента его появления в демо-версии Devil May Cry 4 рецензент GameSpot пришёл к выводу, что персонаж понравится фанатам серии, несмотря на их любовь к Данте. Тем не менее, не многие критики одобрили Неро как замену Данте в качестве главного героя игры; рецензент GameAxis Unwired ожидал, что он новый протагонист повторит успех предыдущего, а его «Длань дьявола» приятно дополнит его образ в глазах игроков. IGN высоко оценил боевой стиль Неро, «совмещающий в себе гравитацию и сарказм». Capsulecomputers.com назвал Неро «антигероем с сердцем» и получил не меньше удовольствия от игры за него, чем от игрового процесса за Данте. GameSpot назвал Неро располагающим к себе персонажем и выразил твёрдую уверенность, что игрокам понравится переключаться между ним и Данте по мере прохождения Devil May Cry 4. Den of Geek предвидел уловление фанатов Данте от появления Неро как нового главного героя; по мнению рецензента, Неро вызывает симпатию благодаря своей внешности и боевому стилю. Лучшей частью игрового процесса за Неро GameSpy назвал его оснащённый топливным инжектором меч под названием «Алая королева».
USgamer отметил, что хотя Неро и был самым простым в освоении персонажем Special Edition, его боевой стиль по-прежнему остаётся детально проработанным, а победа над боссами достигается тяжелее, чем при игре за Данте. По мнению Metro, несмотря на очевидное сходство между Данте и Неро, последний выделяется на фоне первого благодаря своему стилю фехтования и демонической руке. IGN поместил «Длань дьявола» на 9-е место среди «лучших видов оружия в серии Devil May Cry». Рецензент Dual Shockers наслаждался игровым процессом за Неро, который, по его мнению, освежил франшизу, так как отличался от игрового процесса за Данте; в то же время, ему не понравилась история персонажа.
Capcom заверил фанатов, что Неро не будет плохой заменой главного героя, как это было в случае с Райденом в Metal Gear Solid 2. GameZone понравился образ и способности персонажа. Game Informer разделил мнение GameZone, назвав Неро столь же приятным персонажем, что и Данте. С другой стороны, Edge раскритиковал замену Данте и сравнил Неро с отталкивающим главным героем God of War Кратосом. В своей книге «1001 игра, в которую вы должны сыграть до своей смерти» Тони Мотт написал, что заменив Данте на Неро Capcom хотела привлечь внимание новых игроков. Неро использовал более простые комбинации, чем Данте, что быстро наскучило игрокам и это привело к спаду продаж. GameZone и GameSpot похвалили актёрскую игру Боша, которая «хорошо презентовала одного из самых привлекательных новичков в компьютерных играх».
Большинству критиков понравится образ Неро в Devil May Cry 5. GamesRadar пришлись по душе концепция передвижного филиала агентства и роль Неро как охотника на демонов. Metro также остался в восторге от кадров с ним из трейлера, а VG247 указал на редизайн персонажа по сравнению с Devil May Cry 4. В то же время IGN не понравилась внешность Неро в Devil May Cry 5, которую он сравнил со спорным дизайном Данте в перезапуске от Ninja Theory. По словам Мичитэру Окабэ из Capcom, игроки были рады возвращению Неро. Kotaku с нетерпением ждал возвращения главных героев Данте, Вергилия и Неро в пятой части с момента выхода первого трейлера; другой рецензент портала похвалил новый костюм Неро и его металлическую руку. Destructoid понравилась сюжетная завязка, при которой Данте и Неро взяли на себя ответственность остановить их родственника Вергилия. USgamer указал на конфликт отцов и детей между Данте и Неро, и был недоволен пренебрежительным отношением старшего охотника на демонов к младшему. Во время рекламной кампании Devil May Cry 5 Capcom изготовила ограниченную серию курток персонажа для японских геймеров. По мнению GameSpot, Неро нравился новым фанатам серии из-за его игрового процесса. IGN похвалили новые приёмы Неро, производимые металлическими протезами, в частности приёмы с выстрелами. EndGadget назвал Неро достойным протагонистом Devil May Cry благодаря визуальной привлекательности персонажа и уникальному набору движений.
PlayStation Life назвал Неро из Devil May Cry 5 лучшим персонажем Хидэаки Ицуно, так как Данте фактически был создан Хидэки Камии, а Ицуно переосмыслил его образ в Devil May Cry 3. По мнению рецензента, Неро уступает Данте как с точки зрения игрового процесса, так и в личностном отношении в обеих играх с его участием, однако в кульминации пятой части, когда протагонист пробудил новую демоническую силу, PlayStation Life увидел в нём более сильного персонажа.